# Ardie
Ardie war ein deutscher Motorradhersteller aus Nürnberg, der von 1919 bis 1958 produzierte.

## Geschichte
Gründer des Unternehmens war Arno Dietrich (Ardie). Es beschränkte sich zunächst auf die Herstellung eines Motorradmodells mit Einzylinder-Zweitaktmotor mit 288 oder 304 cm³ Hubraum, das wegen seiner roten Lackierung und der Form des Tanks im Volk Ardie Minimax genannt wurde.
Am 9. September 1922 verunglückte der Gründer Arno Dietrich bei einer Testfahrt in Nürnberg, Rothenburger Straße tödlich. Das Geschäft wurde von dem jüdischen Rechtsanwalt Leo Bendit übernommen und in eine GmbH überführt.
Ab 1925 wurde das Angebot um eine Reihe von Motorrädern mit britischen 250-, 350-, 500-, 750- und 1000-cm³-J.A.P.-Einbaumotoren erweitert.

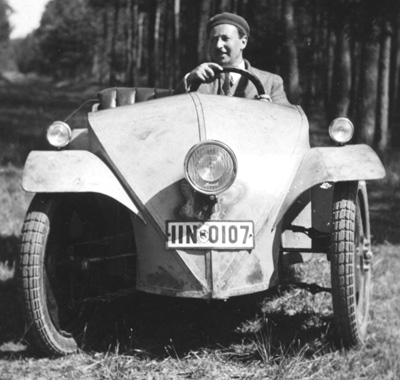
Josef Ganz im Ardie-Ganz Prototyp, 1930

Der Autokonstrukteur Josef Ganz baute bei Ardie 1930 seinen ersten „Volkswagen“-Prototyp, den Ardie-Ganz.
Im Zuge der Arisierung musste Bendit seine Fabrik 1933 verkaufen. Sie ging an Familie Barthel, die Besitzer der Dürkopp-Werke in Bielefeld.
Wegen Devisenbeschränkungen konnten keine britischen Motoren mehr importiert werden, sodass Ardie nun nur noch deutsche Motoren von Bark und Küchen einbauen konnte. Ab 1936 widmete sich das Unternehmen ausschließlich Modellen mit eigenen 125-, 200- und 250-cm³-Zweizylinder-Zweitaktmotoren.
Entscheidend verantwortlich für die Entwicklung der Motoren war Norbert Riedel, der als Leiter der Abteilung Konstruktion und der Abteilung Versuch ab April 1938 wirkte. Mit diesen Motoren wurden zu Kriegsbeginn zwölf verschiedene Motorräder gefertigt. In den folgenden Jahren wurde die Typenvielfalt verringert, bis es 1942 nur noch zwei Produkte gab: einen Stationärmotor und das VF125-Motorrad, beide mit 125-cm³-Motor. Norbert Riedel wurde nach dem Krieg durch sein Motorrad Imme bekannt.
Während des Zweiten Weltkriegs produzierte Ardie einen quer eingebauten 350-cm³-Zweizylinder mit im Zylinderkopf hängenden Ventilen. Nach dem Krieg wurde das Angebot wieder ausgeweitet auf einen Zweitakter mit 122 und 198 cm³ Hubraum, einen Einzylinder mit 244 cm³ und einen stehenden Zweizylinder mit 344 cm³. In den späten 1950er Jahren kam das Moped Fratz mit einem eigenen Dreigang-Zweitaktmotor hinzu.
1958 beendete das Unternehmen die Motorradproduktion, stellte aber noch bis 1981 Hydraulikgeräte her.
Das Werk in der Nürnberger Preißlerstraße 5–15 ⊙ wurde 1978 von der Erlanger Feinmechanik-, Optik- und Elektrotechnikfirma Frieseke & Hoepfner übernommen.
Im Jahr 2013/14 wurden die Fabrikgebäude zu einer Wohnanlage umgebaut.

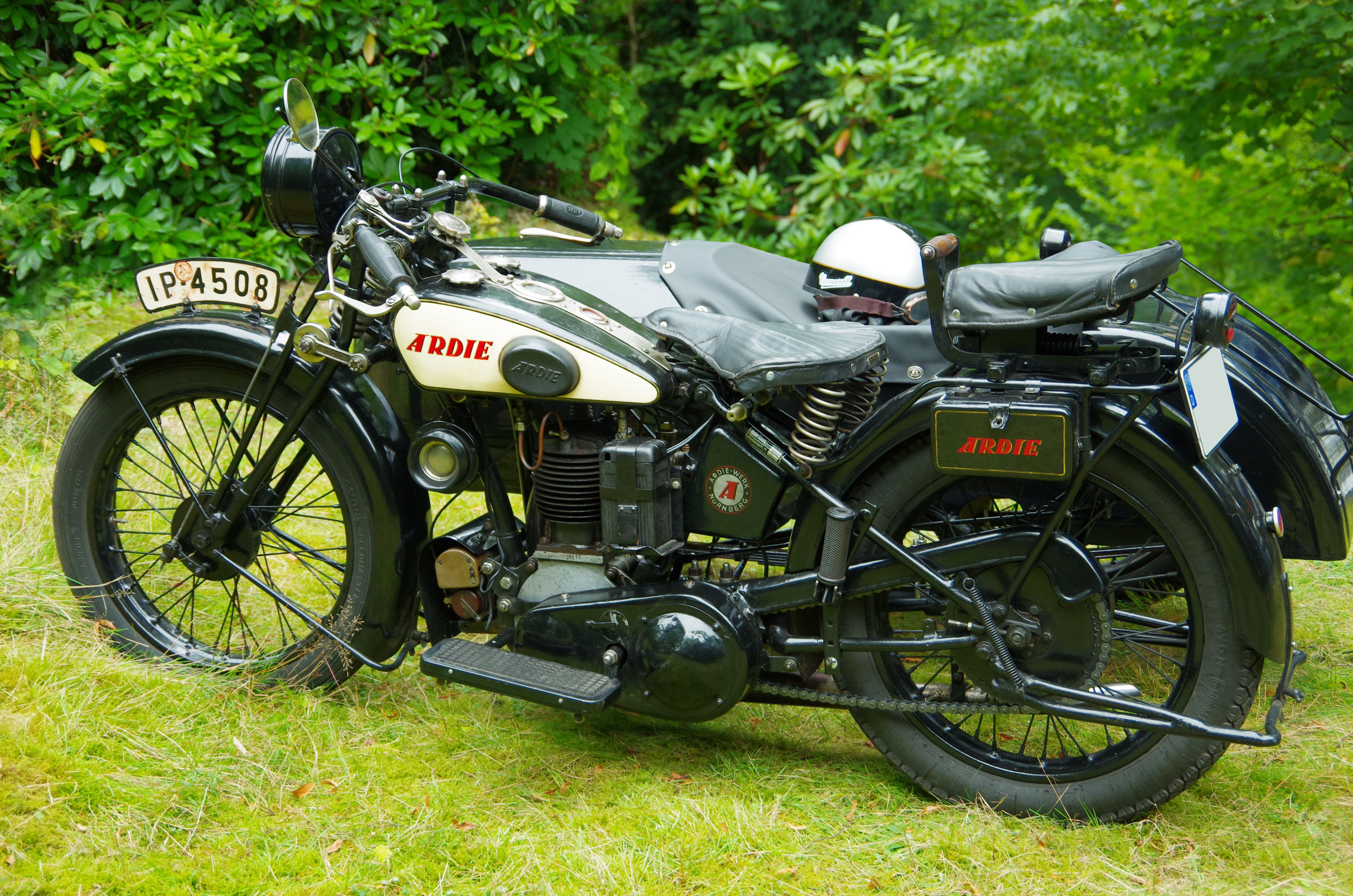
Ardie TM 500 mit Beiwagen (1929)
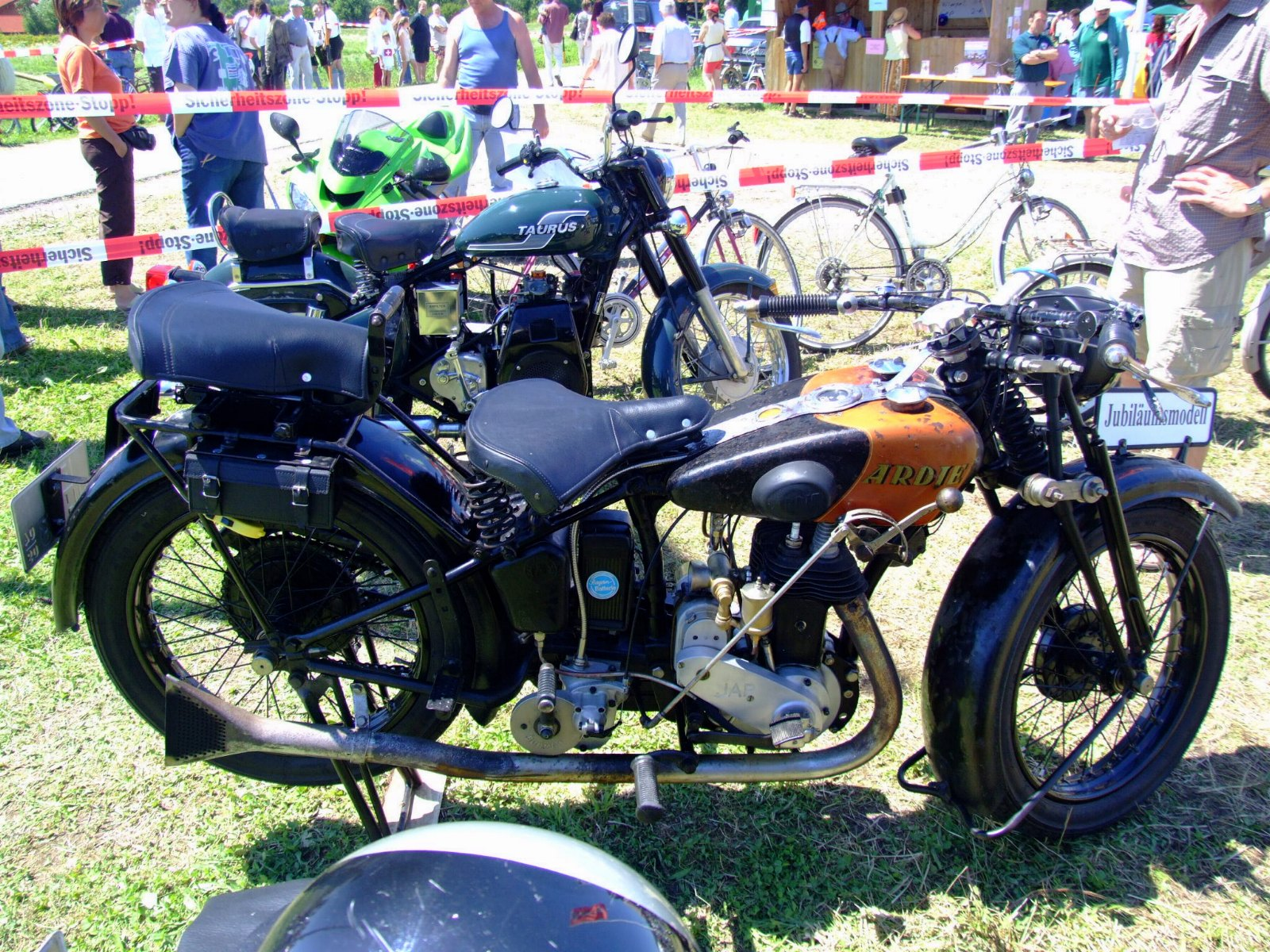
Ardie SV 500 (1930)
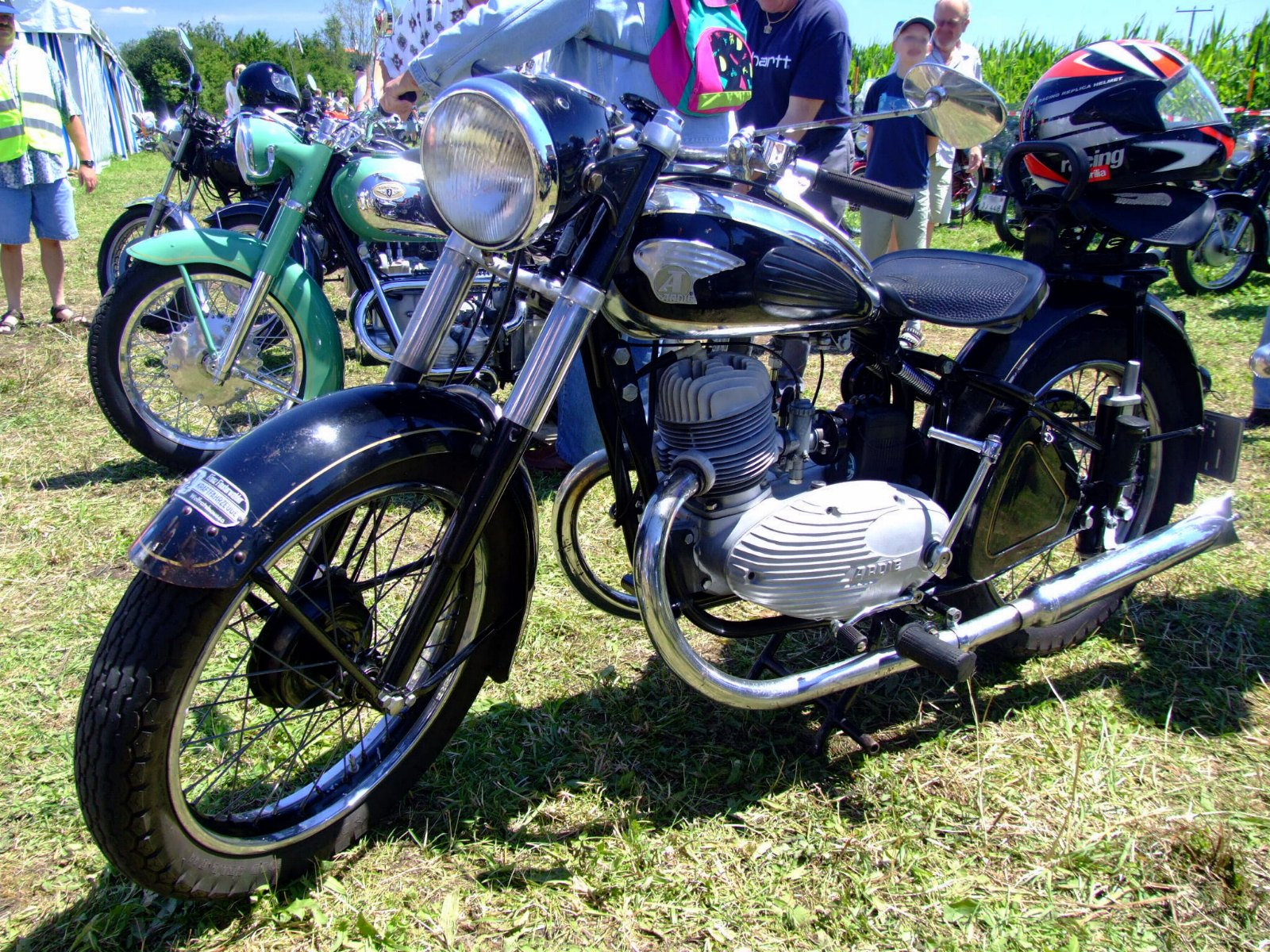
Ardie (1952)
Ardie 175 (1953)
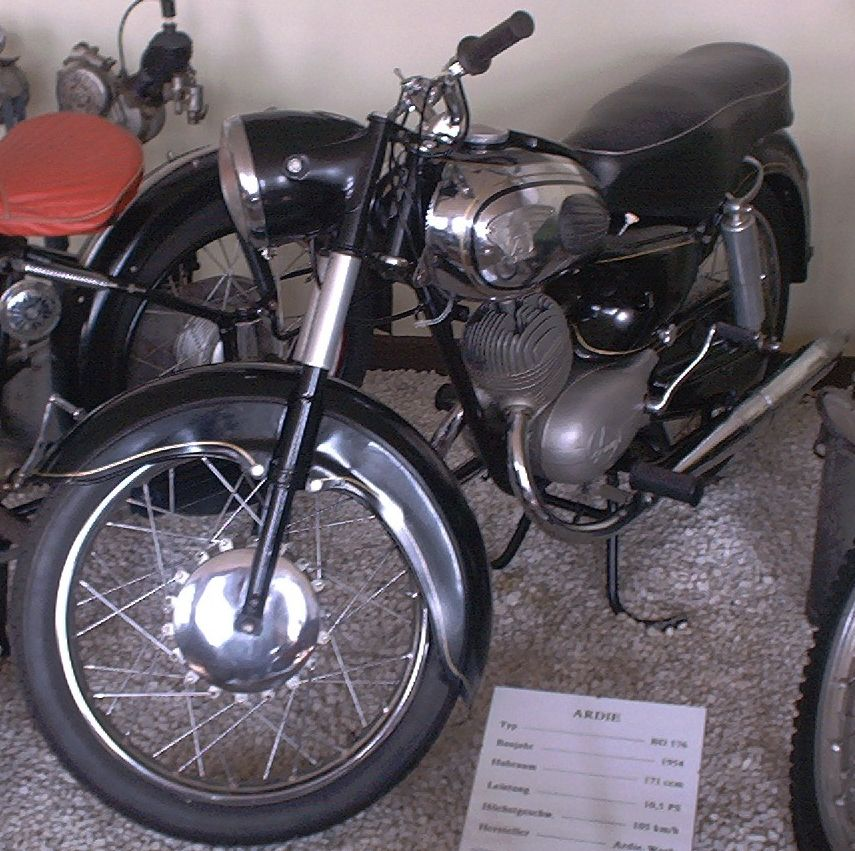
Ardie BD 176
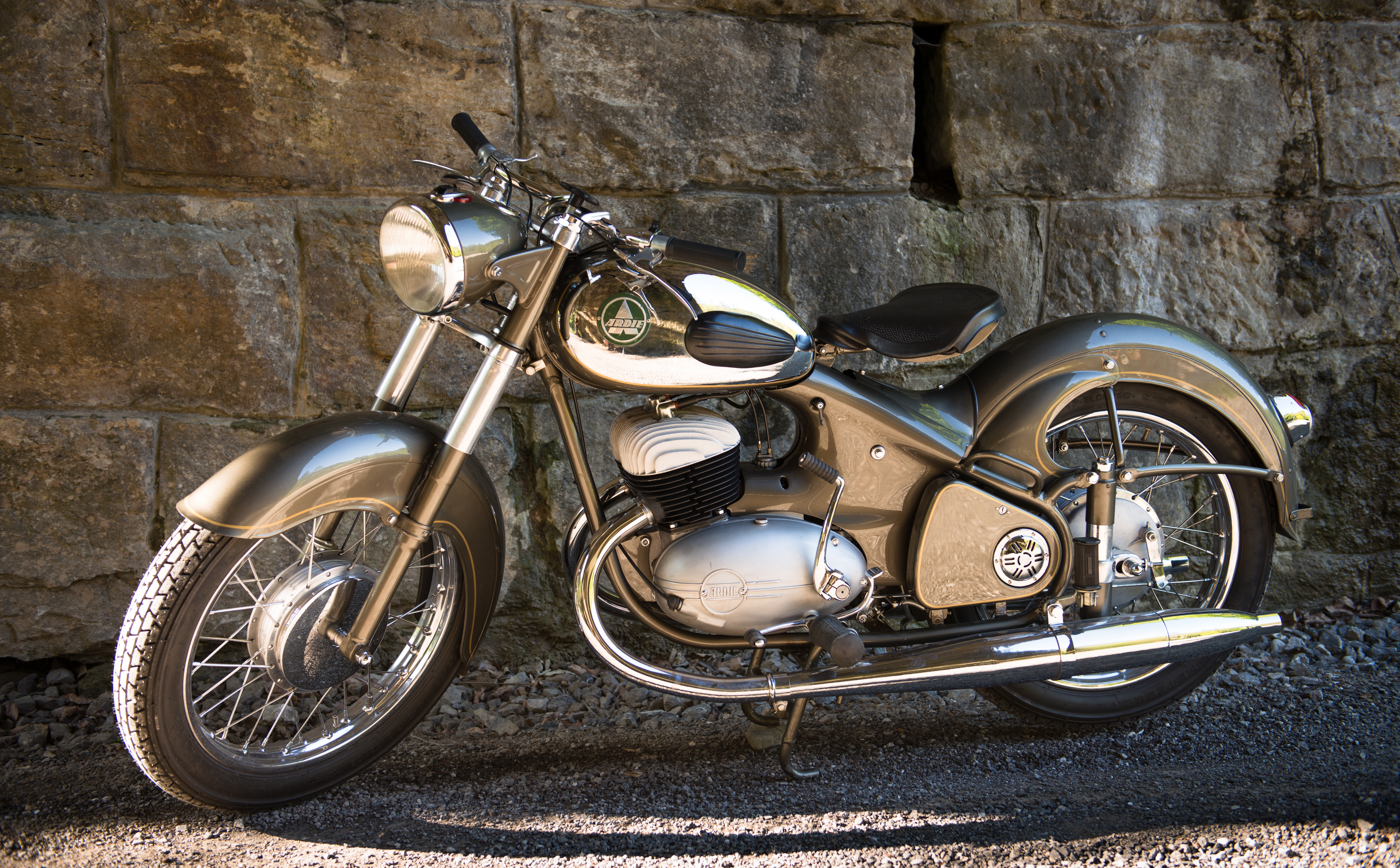
Ardie 350
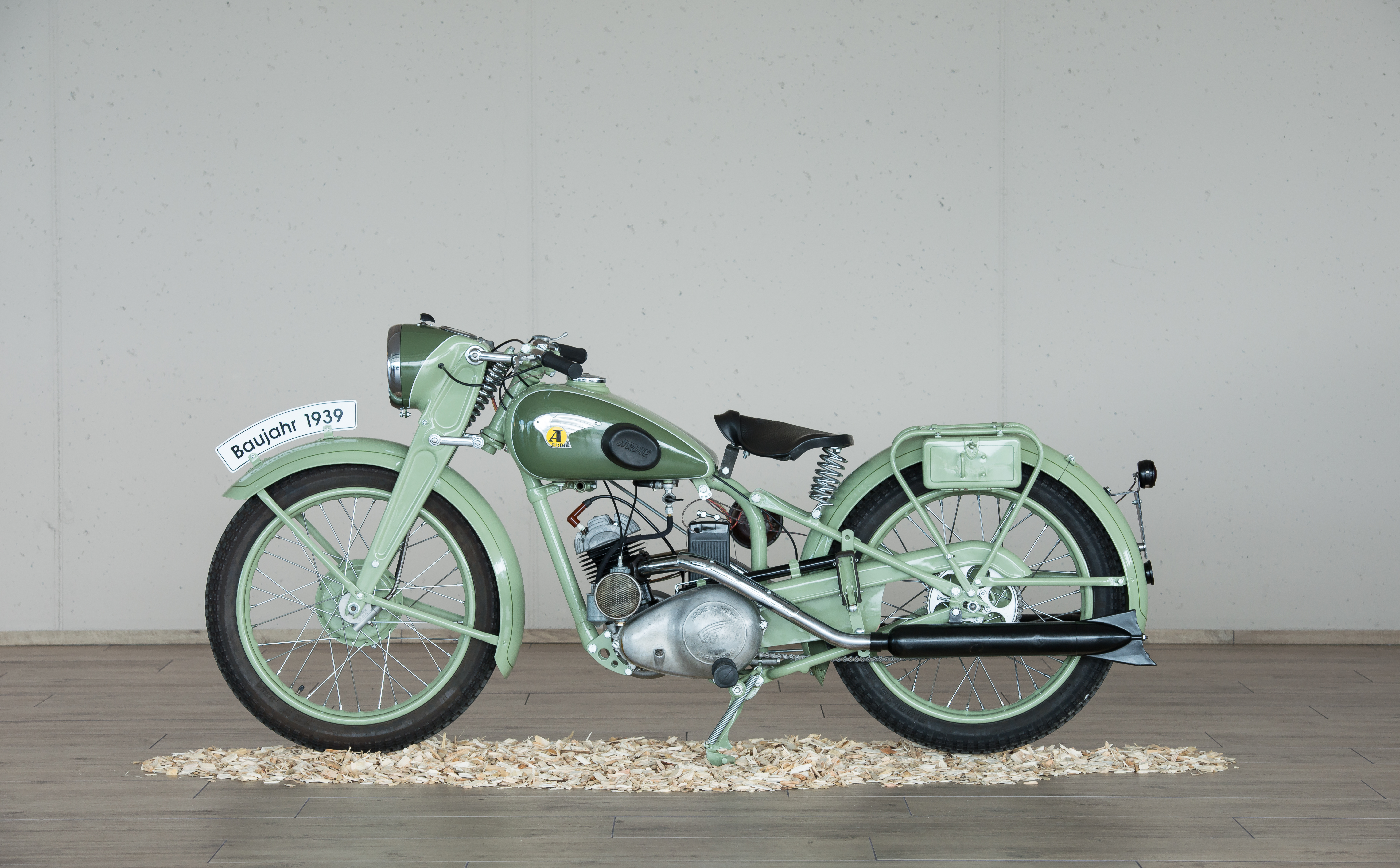
Ardie 250 Major
Tank-Emblem auf den Motorrädern von Ardie